# Tmesisternus griseus
Tmesisternus griseus là một loài bọ cánh cứng trong họ Cerambycidae.